# Зелёный Гай (Талалаевский район)
Зелёный Гай (укр. Зелений Гай) — посёлок в Талалаевском районе Черниговской области Украины. Население — 115 человек. Занимает площадь 0,183 км².
Код КОАТУУ: 7425382003. Почтовый индекс: 17211. Телефонный код: +380 4634.

## Власть
Орган местного самоуправления — Красноколядинский сельский совет. Почтовый адрес: 17210, Черниговская обл., Талалаевский р-н, с. Красный Колядин, ул. 30-летия Победы, 15.